# Paul van der Kraan
Paul van der Kraan (11 oktober 1953) is een Nederlands sportbestuurder. Hij was onder andere algemeen directeur van de Nederlandse voetbalclubs FC Den Bosch, RBC, Vitesse en FC Twente. In 2024 was hij adviseur bij Vitesse.

## Biografie
In de beginjaren 80 werkte Paul van der Kraan als jeugdtrainer bij voetbalclub RKDVC uit Drunen. Na als commercieel manager en commercieel directeur bij respectievelijk RKC Waalwijk en FC Den Bosch te hebben gewerkt, werd hij in 1994 algemeen directeur van Den Bosch. In 2000 werd Van der Kraan algemeen directeur van RBC. In de periode dat Van der Kraan aan het hoofd stond, wist RBC zich te plaatsen voor de nacompetitie. Daarin werd promotie naar de Eredivisie afgedwongen. Een jaar later degradeerde RBC weer rechtstreeks. Ondertussen was de naam veranderd in RBC Roosendaal. In 2002 promoveerde de club opnieuw via de nacompetitie.
In januari 2004 volgde Van der Kraan Theo Mommers op als algemeen directeur van eredivisionist Vitesse. Hij was ruim acht jaar algemeen directeur bij deze club. Na het vertrek van Karel Aalbers in 2000 rezen de schulden van de Arnhemse club tot grote hoogte. Dankzij een grootscheepse reddingsactie van Van der Kraan kon Vitesse blijven voortbestaan. Van der Kraan vertrok in 2012 na een conflict met de toenmalige eigenaar Merab Zjordania. Hij kreeg een afkoopsom mee. Ruim vier jaar na zijn afscheid werd Van der Kraan benoemd tot Zilveren Vitessenaar.
Begin 2016 werd Van der Kraan aangesteld als extern adviseur bij Fortuna Sittard. Zijn grootste taak was om de club weer gezond te maken. Dat leidde in juli 2016 tot de aandelenverkoop van Fortuna Sittard aan Işıtan Gün. Na de overname heeft Van der Kraan zich gericht op het neerzetten van een nieuwe organisatiestructuur.
Op 1 september 2017 werd hij opnieuw algemeen directeur bij FC Den Bosch. Onder Van der Kraan nam de Georgische Kakhi Zjordania, de zoon van oud-Vitesse-eigenaar Merab Zjordania, 99,9 procent van de aandelen over.
In het seizoen 2018/19 werd Van der Kraan aangesteld bij FC Twente. Hij werd medio 2021 opgevolgd door Jan-Willem Brüggenwirth. Toen deze na enkele maanden weer vertrok, keerde Van der Kraan terug, eerst als interim, maar uiteindelijk tot oktober 2023 toen hij werd opgevolgd door Dominique Scholten. Bij zijn aanstelling in april 2019 was FC Twente, dat in 2018 was gedegradeerd, net weer gepromoveerd naar de Eredivisie. In 2020 zegde hij trainer Gonzalo García García en technisch directeur Ted van Leeuwen de wacht aan en stelde hij Ron Jans en Jan Streuer aan als de vervangers. Met Streuer en Jans zette FC Twente de weg naar boven in, met een vierde plek in seizoen 2021/22 en een vijfde plek in seizoen 2022/23. Van der Kraan bleef ook na oktober 2023 aan als adviseur van zijn opvolger Scholten. In maart 2024 werd hij gepresenteerd als adviseur bij het noodlijdende Vitesse. De functie van adviseur bij Vitesse kwam ten einde op 27 september 2024.